# 코리안팝스오케스트라
코리안팝스오케스트라(Korean Pops Orchestra)는 대한민국의 대표적인 팝 오케스트라이다. 2002년 김미혜 단장이 창단하였으며 예술감독은 지나 김이다. 오케스트라가 자체적으로 제작하고 있는 관현악 편성과 특유의 색채를 입힌 편곡 그리고 평균 70인에서 90인에 이르는 대규모 오케스트라 편성이 특징이다.
코리안팝스오케스트라는 “심포니로 즐기다” 라는 슬로건과 함께, 일상에서 즐기는 클래식을 추구한다. 특히 팝과 영화음악에 있어 대규모의 뮤지션과 함께 하는 연주로 주목을 받았다. 또한 매년 서울 예술의전당 등 주요 공연장에서의 정기공연, 하이서울페스티벌 등 정부 주관행사에도 활발히 참여하고 있다.

## 연혁
- 한-우즈베키스탄 수교 30주년 기념 현지 공연 (2022.11.20-23. 우즈베키스탄)
- 코리안팝스오케스트라 웅도 경북 그랜드 콘서트 (2022.10.15 경북도청 동락관)
- 코리안팝스오케스트라 수성음악회(2022.09.23 대구 수성못)
- 코리안팝스오케스트라 대구콘서트하우스 초청 음악회 (2022.08.20 대구콘서트하우스)
- 주한 남아프리카공화국 대사관 문화교류 콘서트(무비나잇) (2021.04.16-05.07 대사관 공식 온라인 플랫폼)
- 코리안팝스오케스트라 웅도경북그랜드 콘서트 (2021.10.14 경북도청 동락관)
- 창단 20주년 기념 심포닉 OST 콘서트 (2020.05.01)
- 수성아트피아 신년음악회 해피투게도 수성 (2020.01.17 수성아트피아 용지홀)

- 천년숲 콘서트 (2019.11.13 경북도청 동락관)

- 대구 국제 오페라축제 열린 음악회 (2019.09.27 수성못 야외극장)

- 게임음악 랑그릿사 콘서트 (2019.07.06 코엑스 오디토리움)

- 게임음악 소녀전선 심포니 (2019.06.30 경희대학교 평화의전당)

- OBS 초청음악회 - The Symphony Together (2019.06.13 경기도문화의전당)

- 해피투게더 수성, 수성아트피아 신년음악회 (2019.01.18 수성아트피아 용지홀)

- 코리안팝스오케스트라 & 폴포츠 명품신도시 희망콘서트 (2018.10.24 경북도청 동락관)

- 스티브바라캇 로맨틱 가을 콘서트 (2018.09.08 롯데콘서트홀)

- 대구 국제 오페라축제 열린 음악회 (2018.09.07 수성못 야외극장)

- OBS 초청음악회 - 초여름 밤 팝스콘서트 (2018.07.12 성남아트센터)

- 어메이징 오케스트라 시리즈 - 코리안팝스오케스타라 The Movie Night (2018.03.06 예술의전당 콘서트홀)

- 2017 KPO's Christmas Concert (2017.12.24. 대구콘서트하우스)
- 2017 대한민국 정부 대규모 국책사업 세만금시 개발에 대한 주제곡 제작
- 제 15회 대구국제오페라축제 (2017.09.22. 대구오페라하우스)
- 제 6회 초록우산 나눔 음악회 (2017.09.13. 세종문화회관 대극장)
- 어메이징 오케스트라 시리즈 - 코리안팝스오케스트라 비욘드 더 심포니 (2017.08.27. 예술의전당 콘서트홀)
- 어매이징 오케스트라 시리즈 - 음악과 함께 떠나는 세계여행 (2017.02.08. 예술의전당 콘서트홀)
- 인천공항 동계성수기 정기공연 문화와 하늘을 잇다 사랑나눔 콘서트 (2016.12.23. 인천국제공항 밀레니엄홀)
- 대구 국제오페라축제 열린음악회 (2016.09.01. 대구오페라하우스)
- OBS와 함께하는 초여름밤 팝스콘서트 (2016.06.03. 경기도문화의전당)
- 코리안팝스오케스트라 신년음악회 (2016.02.24. 예술의전당 콘서트홀)
- 코리안팝스오케스트라와 함께하는 영화 같은 음악회 2015송년음악회 (2015.12.31. 대구시민회관)
- 성남사랑 열린음악회 (2015.09.08. 성남아트센터)
- 광복70주년 OBS초청음악회 (2015.05.22. 경기도문화의전당)
- 삼성전자 nano city 하모니 음악회 행복한 봄향기 (2015.04.11. 삼성전자 인재개발원)
- 인천국제공항 개항 14주년 기념 정기공연 (2015.03.25. 인천국제공항 밀레니엄홀)
- 코리안팝스오케스트라 광복70주년 기념음악회 (2015.03.04. 세종문화회관 대극장)
- 매일신문조간전환 기념음악회 (2014.12.19. 대구시민회관)
- YTN 가을음악회 김동규 10월의 어느 멋진날에 (2014.10.22. 세종문화회관 대극장)
- 미리보는 대구국제오페라축제 (2014.08.21. 코오롱 야외 음악당)
- 대구시민회관 기획공연 특별연주회 코리안팝스오케스트라 POPS CONCERT (2014.06.10. 대구시민회관)
- 2014 코리안팝스오케스트라 신년음악회 (2014.02.05. 예술의전당 콘서트홀)
- 인천공항 문화예술공연 문화와 하늘을 잇다 겨울정기공연 (2013.12.25. 인천국제공항 밀레니엄홀)
- YTN 가을음악회 김동규 10월의 어느 멋진날에 (2013.10.17. 세종문화회관 대극장)
- 중랑구 가을음악회 뮤지컬&오페라 (2013.09.27. 용마폭포공원)
- 대구오페라하우스 개관10주년 야외콘서트 (2013.08.27. 코오롱 야외 음악당)
- 인천공항 문화예술공연 문화와 하늘을 잇다 (2013.08.01. 인천국제공항 밀레니엄홀)
- 2013 코리안팝스오케스트라 정기연주회 초여름의 팝스콘서트 (2013.06.01. 세종문화회관 대극장)
- 오페라-하이렉스와 함께하는 코리안팝스오케스트라 초청 봄의축제 (2013.03.29. 대구 오페라하우스)
- 2013 코리안팝스오케스트라 정기연주회 일삼세대가 함께하는 봄의축제 (2013.03.17. 예술의전당 콘서트홀)
- 김동규콘서트 아름다운당신에게 LATIN FEVER (2013.03.08. 예술의전당 콘서트홀)
- 2013 코리안팝스오케스트라 신년음악회 (2013.01.25. 경기도문화의전당)
- 2012 중랑구 가을음악회 시월의 어느 멋진 날에 (2012.10.20. 용마폭포공원)
- 씨네마 인 오케스트라-음악여행 영화이야기 (2012.10.05.  주택관리공단 수원매탄6관리소)
- 제 10회 대구국제오페라축제 콘서트 시리즈 야외콘서트 An Outdoor Concert (2012.09.15. 대구오페라하우스)
- 코리안팝스오케스트라 창단10주년 앙코르 음악회 한여름밤의 팝스콘서트 (2012.07.27. 예술의전당 콘서트홀)
- 씨네마 인 오케스트라-음악여행 영화이야기 (2012.06.28. 주택관리공단 연천전곡1단지관리소)
- 씨네마 인 오케스트라-음악여행 영화이야기 (2012.06.22. 주택관리공단 남양주호평관리소)
- 씨네마 인 오케스트라-음악여행 영화이야기 (2012.06.21. 주택관리공단 광주우산3관리소)
- 다문화가정을 위한 코리안팝스오케스트라의 행복콘서트 (2012.05.02. 포항문화예술회관 대공연장)
- 2012 코리안팝스오케스트라 창단10주년 신년음악회  (2012.02.11. 예술의전당 콘서트홀)
- 2011 코리안팝스오케스트라 초청 중랑구 가을음악회 (2011.09.16. 용마폭포공원)
- 2011 대구국제오페라축제 오페라열린음악회 (2011.08.30. 대구국채보상운동기념공원)
- 베페 베이비페어 20회 기념 베페 나눔 유모차콘서트 (2011.08.06. 전쟁기념관 평화의 광장)
- 인천공항 문화예술공연 문화와 하늘을 잇다 (2011.06.30. 인천국제공항 밀레니엄홀)
- 2011대구세계육상선수권대회성공기원&매일신문창간65주년 팝스콘서트 (2011.06.28.대구 오페라하우스)
- 문화와 예술이 있는 서울광장 형형색색의 콘서트 (2011.06.04. 서울광장)
- 2011대구세계육상선수권대회성공기원&매일신문창간65주년 팝스콘서트 (2011.06.03. 세종문화회관 대극장)
- 코리안팝스오케스트라 신년음악회 (2011.01.25. 예술의전당 콘서트홀)
- 코리안팝스오케스트라 초청 수성아트피아 신년음악회 (2011.01.08. 대구수성아트피아)
- 코리안팝스오케스트라 정기연주회 (2010.09.24. 예술의전당 콘서트홀)
- 2010 코리안팝스오케스트라 초청 중랑구 가을음악회 (2010.09.17. 용마폭포공원)
- 대구평화방송 개국14주년기념 최영수 대주교 선종 1주기 추모음악회 (2010.08.31. 대구오페라하우스)
- 문화 숲 프로젝트 가든파이브 문화로 물들이다 오케스트라페스티벌 (2010.07.31.~08.01. 가든파이브 야외광장)
- 625전쟁 60주년 평화염원 범국민한마당 ( 2010.06.11. 서울청계광장)
- 노사 부라보 한마음 대회 (2009.12.04. 구로아트밸리 예술극장)
- 오페라 열린음악회 (2009.09.23. 코오롱 야외 음악당)
- 코리안팝스오케스트라 초청 중랑구 가을음악회 (2009.09.17. 용마폭포공원)
- 대구평화방송 개국13주년 기념음악회 '가을에 만나는 사랑의 콘서트' (2009.09.12. 대구수성아트피아)
- 대구평화방송 개국12주년 기념음악회 '가을에 만나는 팝스 콘서트' (2008.09.20. 대구수성아트피아)
- 코리안팝스오케스트라 초청 중랑구 가을음악회 (2008.09.05. 용마폭포공원)
- 제8회 tbs음악축제 2008 tbs 행복콘서트 '서울' (2008.08.23. 서울월드컵경기장)
- 하이서울페스티벌 2008 여름축제 한강의 재발견-물위의 오케스트라 (2008.08.15.~17. 선유도 내 한강전시관)
- 2011대구세계육상선수권대회성공기원 한여름밤의팝스콘서트 (2008.08.02. 대구스타디움)
- 정기연주회 THE CINEMA & POP'S CONCERT (2008.07.12. 예술의전당 콘서트홀)
- 스프링 콘서트 (2008.04.03. 대구시민회관)
- 인순이와 코리안팝스오케스트라가 함께하는 신년음악회 (2008.01.11. 포천반월아트홀)
- 뉴서울 송년음악회 (2007.12.27. 성남아트센터)
- 제5회 시민의날 및 시승격 기념행사 전야행사 (2007.10.18. 포천종합운동장)
- 2007 대구국제오페라축제 특별공연 오페라 열린음악회 (2007.09.27. 대구오페라하우스)
- 제1회 대구국제뮤지컬페스티벌 뮤지컬 하이라이트콘서트 (2007.06.02. 대구수성아트피아)
- 고궁가족음악회 ‘한국’과 세계가 함께 누리는 ‘한브랜드’ Concert (2007.05.19. 경복궁)
- 고궁가족음악회 우리 아이와 함께 누리는 고궁 행복음악회 (2007.05.05. 경복궁)
- 성주참외축제 코리안팝스오케스트라 초청공연 (2007.04.29. 성주군 성밖숲)
- 코리안팝스오케스트라 초청연주회 (2007.04.06. 중랑구청 대강당)
- 서울시민과 함께하는 가을밤의 팝콘서트 (2006.09.30. 올림픽공원 수변무대)
- 제2회 Colorful 시민사랑음악회 -멜로디가 흐르는 음악도시 대구- (2006.07.21. 코오롱 야외 음악당)
- 대구국제뮤지컬페스티벌 뮤지컬 하이라이트 콘서트 (2006.02.27. 대구오페라하우스)
- 제1회 Colorful 시민사랑음악회 -멜로디가 흐르는 음악도시 대구- (2005.10.01. 코오롱 야외 음악당)
- 광복60주년 대구시민을 위한 음악회 -멜로디가 흐르는 음악도시- (2005.07.16. 대구 월드컵 주경기장)
- KBS 대구방송총국 대구종교인평화회의 제2회 사랑의 음악회 (2004.10.10. KBS대구방송국야외특설무대)
- 영주귀국 사할린동포를 위한 자선음악회 (2003.03.10. 대구문화예술회관 대극장)
- 2002 월드컵 성공기원 코리안팝스오케스트라 창단연주회 (2002.05.09. 대구시민회관)

## 참여인력
- 단장 김미혜
- 예술감독 지나 김
- 지휘 김봉, 이경구, 이종진, Jean-Philippe Vanbeselaere 등

## 발매음반
- Nostalgia (2010.05)
- The New Symphony (2011.06)
- THE CINEMA VOL.1 (2016.06)
- My Sweetest Moemories (2017.12)
- One More Heart, One More Dream (2018.08)
- Love of the Past (2019.04)
- Exodus (2019.07)
- Also Sprach Zarathustra (2019.08)